# 贵州卵叶报春
贵州卵叶报春（学名：Primula esquirolii）为报春花科报春花属下的一个种。

## 扩展阅读
- 維基物種上的相關：贵州卵叶报春